# 2045
Rok 2045 (MMXLV) gregoriánského kalendáře začne v neděli 1. ledna a skončí v nedělií 31. prosince.

## Předpokládané a naplánované události
- 15. června – 100. výročí vzniku stanice ABC News
- 12. srpna – v části USA nastane zatmění Slunce
- 24. října – 100. výročí vzniku Organizace spojených národů
- 22. listopadu – 50. výročí uvedení filmu Toy Story: Příběh hraček